# آدام میخنیک
آدام میخنیک (به لهستانی: Adam Michnik)،(زاده ۱۷ اکتبر ۱۹۴۶) تاریخ‌دان، مقاله‌نویس، مخالف سابق، اندیشمند، سردبیر ارشد بزرگترین روزنامه لهستان اهل لهستان بود. او که در خانواده‌ای با کمونیست‌های متعهد پرورش یافته بود، در زمان تصفیهٔ ضدیهود در حزب مخالف رژیم کمونیست شد. او دو بار، اولین بار، هنگام بحران سال ۱۹۶۸ لهستان و بار دوم هنگام اجرای حکومت نظامی در سال ۱۹۸۱ زندانی شد. میخنیک در مذاکرات بین مخالفان با دولت هم نقش مهمی بازی کرد، که در نتیجهٔ آن کمونیست‌ها قبول کردند انتخابات برگزار کنند که اتحادیه همبستگی سولیدارنوشچ در آن برنده نشد. گرچه او از فعالیت سیاسی کنار کشیده‌است اما از طریق روزنامه‌نگاری همچنان صدای تأثیرگذار باقی مانده‌است. او جوایز و افتخارات زیادی از جمله: لژیون دونور، اروپایی سال و جایزه اراسموس سال ۲۰۰۱ را کسب کرده‌است.

## خانواده
آدام میخنیک در ورشو، لهستان در خانواده‌ای از کمونیست‌های یهودی به دنیا آمد. پدرش دبیر اول حزب کمونیست اوکراین غربی بود. مادرش هلنا میخنیک تاریخ‌دان، فعال کمونیست و نویسنده کتاب کودکان بود. استفان میخنیک -برادر ناتنی‌اش از طرف مادر- در دهه ۱۹۵۰ قاضی بود و در دورهٔ استالینیسم و در هنگام جنبش مقاومت سربازان حکم اعدام گرفت. جرزی میخنیک (زاده ۱۹۲۹)- برادر ناتنی‌اش از طرف پدر- بعد از سال ۱۹۵۷ ساکن اسرائیل شد و سپس به نیویورک رفت.

## گفتاورد
طبق گفتهٔ پاول ویلسون مترجم و نویسندهٔ کانادایی:هستهٔ مرکزی باور میخنیک این است که تاریخ فقط مربوط به گذشته نیست چون به‌طور مداوم رخ می‌دهد و به میزانی که مارکس می‌گوید مضحک نیست. اما خود او می‌گوید:
دنیا پر از مفتش و هرطقه، دروغگو و شنوندگان دروغ، تروریست و کسانی که ترور شده‌اند است. هنوز کسانی هستند که در ترموپیل می‌میرند، کسانی که جام شوکران می‌نوشند، کسانی که از روبیکن عبور می‌کنند. کسانی که نامشان در فهرست محکومیت قرار می‌گیرد.